# Alsens kyrka
Alsens kyrka är en kyrkobyggnad i Hov i Krokoms kommun. Den är församlingskyrka i Alsens församling i Härnösands stift.

## Kyrkobyggnaden
Enligt traditionen byggdes redan på 1000-talet en kyrka i västra delen av Alsen. I början av 1200-talet flyttades kyrkan till byn Hov i socknens centrala del. Denna medeltida kyrka var belägen något nordost om Alsens nuvarande kyrka. Den bestod troligen av ett långhus och ett kor utan absid.  Enligt traditionen ska kyrkan ha brunnit på 1560-talet.
En ny kyrka byggdes upp under den danska tiden i Alsen, troligen omedelbart efter branden. Redan på 1620-talet framfördes klagomål om att den nya kyrkan började förfalla. Under de kommande åren genomfördes renoveringar av kyrkan. En ny tredelad altaruppsats uppfördes, vilken numera finns i Kolåsens kapell i Kalls socken. Predikstolen från 1656 var gjord av Erik Eriksson från Bredbyn i Offerdals socken. Även denna finns sedan 1849 i Kolåsen. År 1696 genomfördes en ny renovering och 1715 fick kyrkan nya trävalv som innertak, snidade av Petter Blom från Gävle.
Åren 1755 och 1756 förstördes delar av kyrkan genom bränder. Den gamla kyrkan i Hov byggdes om 1757, varvid den medeltida karaktären försvann. Koret revs och kyrkan förlängdes. Byggmästaren var Per Olofsson i Dillne. Ett antal inventarier från denna 1700-talskyrka (Lovisa Ulrikas kyrka) finns kvar i nuvarande kyrka.
Redan efter 80 år bedömdes kyrkan vara för liten och år 1840 beslöt socknen att bygga en ny och större kyrka. Den nya kyrkan byggdes under ledning av Anders Åkerlund från Härnösand söder om landsvägen. Den invigdes i juni 1850. Kyrkan blev den tredje största i Härnösands stift. År 1880 revs den gamla 1700-talskyrkan.
Alsens nya 1800-talskyrka förstördes redan 1919 av en eldsvåda. På samma plats byggdes en ny kyrka upp efter ritningar av Gustav Holmdahl, vilken invigdes 1924. Altaruppsatsen är gjord av Olof Ahlberg och den flankeras av två träskulpturer utförda av Johan Edler. I koret finns en för Jämtland typisk dopängel. Predikstolen är målad av Gunnar Torhamn.

## Inventarier
Ett flertal föremål från medeltids- och 1600-talskyrkorna finns kvar, bland annat en skulptur av David som spelar harpa.